# Trichoniscus graecus
Trichoniscus graecus là một loài chân đều trong họ Trichoniscidae. Loài này được Strouhal miêu tả khoa học năm 1938.